# Бхаратананда, Свами
Свами Бхаратананда (англ. Swami Bharatananda, изначально Морис Фридман (пол. Maurice Frydman); 1901, Варшава, Российская империя — 9 марта 1977, Бомбей, Индия) — индийский инженер и общественный деятель польского происхождения. Активный участник движения за независимость Индии. Популяризатор индуизма.

## Биография
Морис Фридман родился в польской еврейской семье в Варшаве. Во второй половине 1930-х годов, получив образование инженера, приехал в Британскую Индию. Успешно руководил электростанцией в Бангалоре.
Заинтересовался индуизмом и принял эту религию, со временем став санньясином.
Принимал активное участие в движении за независимость Индии. Вместе с Ганди сумел убедить в 1938 году раджу Аундха, провозгласить в своих владениях республику (Аундхский эксперимент). Один из авторов текста «Ноябрьской декларации», являвшейся конституцией этой республики.
Был другом и учеником Махатмы Ганди. Жил в его ашраме. Разработал конструкцию механической прялки, которая использовалась приверженцами Ганди в борьбе с монополией английского текстиля. Также близко сотрудничал с Джавахарлалом Неру. Его духовными наставниками были Рамана Махарши и Джидду Кришнамурти. Был соратником Нисаргадатта Махараджа и автором записей диалогов с этим гуру адвайта-веданты, известных под названием «Я есть То», которая принесла гуру широкую известность. Нисаргадатта Махарадж считал Свами Бхаратананду «освящённым душой» и находился при его постели в последние минуты жизни.
Также его деятельность включала помощь другим польским эмигрантам в Индии. В частности, в 1944 году, вместе с Вандой Дыновской, основал в Мадрасе Польско-индийскую библиотеку, издававшую работы по культурам Индии и Польши, переводы важнейших индийских книг на польский и переводы польских книг, в том числе и поэзии, на хинди.
Во время Второй мировой войны оказывал помощь в передаче польских сирот из Сибири в армию Андерса. Его усилиями, часть сирот (называемых также тегеранскими детьми), были вывезены через Иран в Индию, Кению и Новую Зеландию).
После захвата Китаем Тибета, вместе с Дыновской, воспользовавшись своими связями с Ганди и Неру, добился разрешения индийского правительства на приём беженцев из Тибета. Занимался организацией для них школ и социальных учреждений.